# Babiniec (Góry Kaczawskie)
Babiniec (niem. Frauenberg, 486 m n.p.m.) – wzniesienie w północno-zachodniej części Północnego Grzbietu Gór Kaczawskich, w Sudetach Zachodnich, pomiędzy Tarczynką a Skałą.
Zbudowany ze staropaleozoicznych skał metamorficznych – łupków serycytowo-chlorytowo-kwarcowych, fyllitów i kwarcytów, należących do metamorfiku kaczawskiego. Porośnięty lasem mieszanym z zarastającymi polanami i łąkami.